# Río Barbantiño
El río Barbantiño se encuentra en el noroeste de la península ibérica. Su cauce pasa por diferentes provincias de la Comunidad Autónoma de Galicia, incluyendo los municipios de Punxín, Maside y Amoeiro, estos dos separados por el Barbantiño. Es uno de los Afluentes del río Miño.

## Datos generales
- Orientación en el itinerario-Norte
- Desnivel subida: 228 metros
- Desnivel bajada:229 metros
- Longitud del río (ruta): 11,2 kilómetros aprox.

## Nacimiento, transcurso y desembocadura
Nace próximo al municipio de O Bañiño (Punxin), pasando por infraestructuras como ¨El Pozo del Infierno¨ o los puentes de ¨San Fiz¨ y el de ¨La Cascada¨; este último es conocido por su cascada de 15 metros de altura y sus pozas de agua cristalina.
Finalmente desemboca en el río Miño, y éste en el Océano Atlántico.

## Reseña histórica
Desde hace siglos, el agua del Barbantiño, fue una gran fuente de recursos para los habitantes de la comarca. Prueba de ello, es la presencia de numerosos molinos y canales distribuidos en sus dos orillas. Para el acceso a estas edificaciones se recorrían una serie de senderos que facilitaban el transporte del grano y el tránsito de personas. La actuación ambiental de la senda aprovechó estos viejos caminos para crear una ruta respestuosa con el medio ambiente y adaptada para mucha gente. Escaleras, puentes, y varandillas forman parte del trayecto en las dos riberas. 